# Anthus vaalensis
Anthus vaalensis е вид птица от семейство Стърчиопашкови (Motacillidae).

## Разпространение
Видът е разпространен в Ангола, Ботсвана, Замбия, Зимбабве, Демократична република Конго, Малави, Мозамбик, Намибия, Свазиленд, Танзания и Южна Африка.